# Emil Much
Emil Much (* 12. August 1904 in Etzin, Landkreis Osthavelland; † 13. März 1982 in Berlin) war ein deutscher Politiker (SPD).

## Leben
Emil Much besuchte eine Volksschule und machte eine Lehre als Schlosser. 1920 trat er der Sozialistischen Arbeiter-Jugend (SAJ) und 1925 auch der SPD bei. Nach der Meisterprüfung besuchte er Fachschulen und wurde schließlich technischer Angestellter und Werkstättenleiter.
Nach dem Zweiten Weltkrieg arbeitete Much als Verwaltungsangestellter im Bezirksamt Schöneberg. Bei der Berliner Wahl 1948 wurde er in die Bezirksverordnetenversammlung in Schöneberg gewählt. Doch bereits drei Monate vor der anschließenden Wahl 1954 schied Franz Hirschfeld aus dem Abgeordnetenhaus von Berlin aus, sodass Much nachrücken konnte. Aber im Dezember 1954 wurde er erneut nur Nachrücker im Parlament, erst im Dezember 1957 konnte er für die Bundestagsabgeordnete Edith Krappe nachrücken.